# کبوترآباد
کبوترآباد (اصفهان)، روستایی از توابع بخش مرکزی شهرستان اصفهان در استان اصفهان ایران است.این روستا در حاشیه جاده اصفهان ورزنه واقع شده است.

## جمعیت
این روستا در دهستان کرارج قرار دارد و براساس سرشماری مرکز آمار ایران در سال ۱۳۸۵، جمعیت آن ۱٬۲۳۳ نفر (۳۴۲خانوار) بوده‌است.